# Volkswagen Fox
Volkswagen Fox - автомобіль А-класу концерну Volkswagen AG. Автомобіль є наступником Volkswagen Lupo.

## Опис

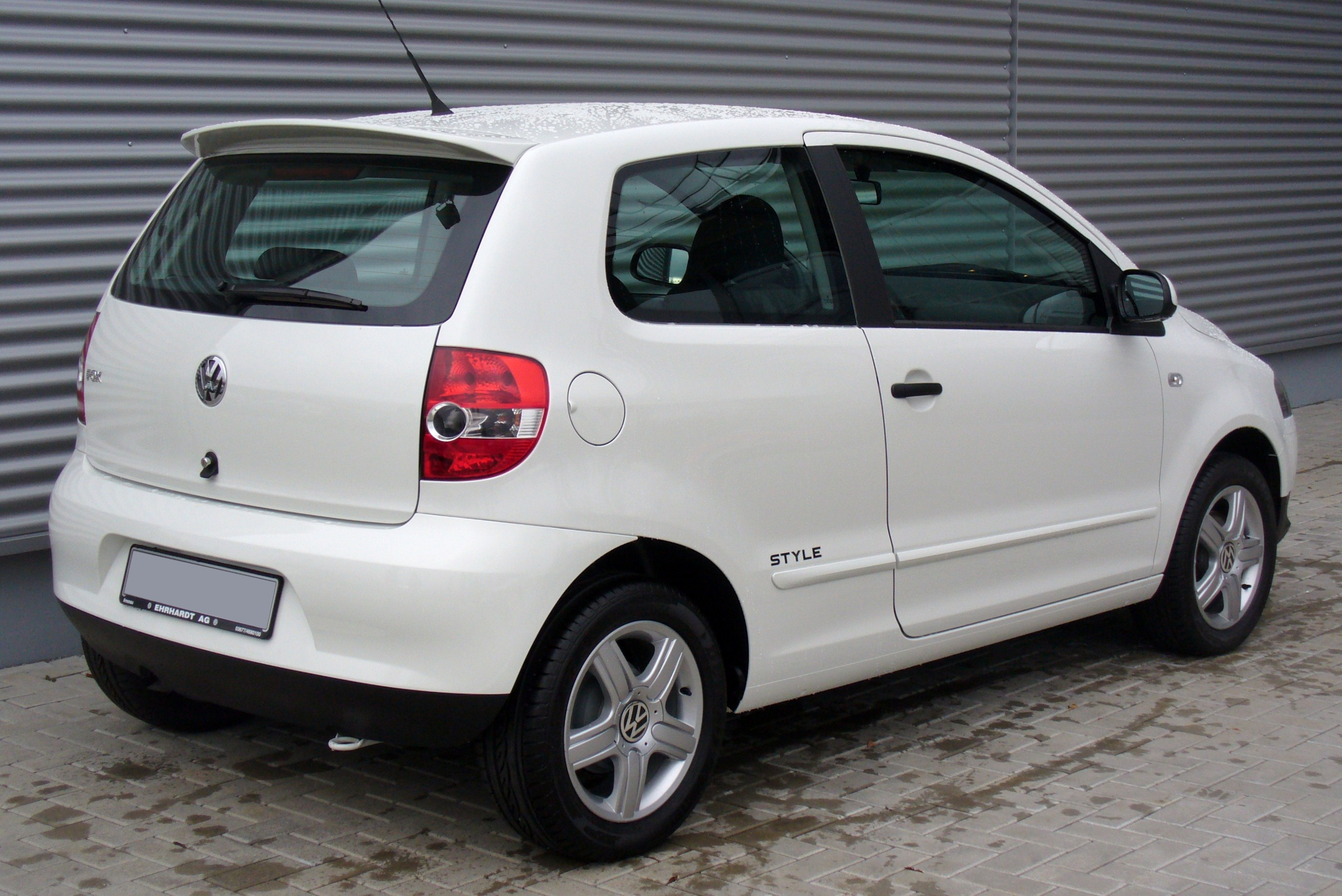
Volkswagen Fox 3-дв.

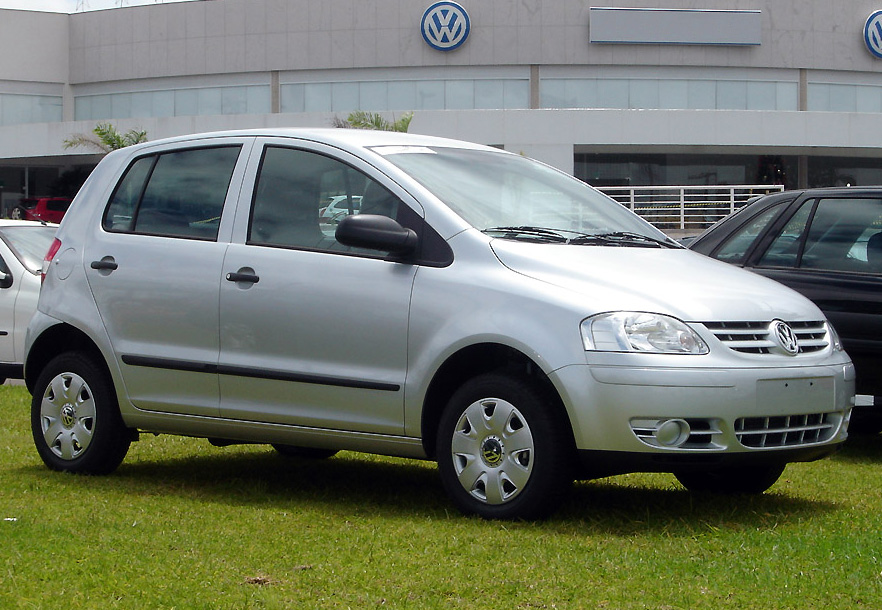
Volkswagen Fox 5-дв. (для ринку Бразилії)

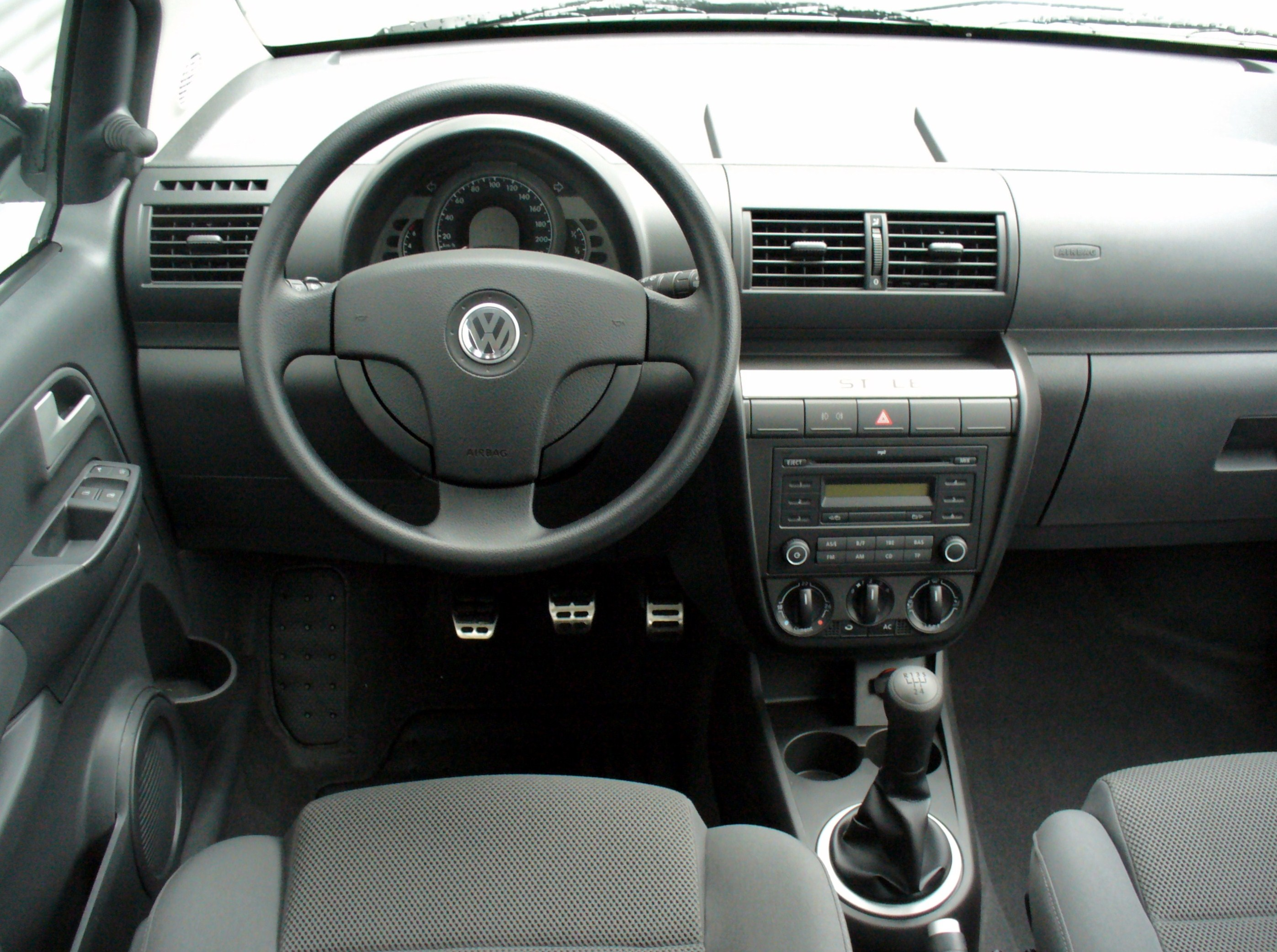
Volkswagen Fox

Довжина Fox становить 3805 мм, колісна база - 2465 мм, він розроблений бразильським підрозділом концерну і продається на ринках Латинської Америки з 2003 року. Автомобіль, побудований на платформі PQ24 (стійки McPherson спереду і балка що скручується ззаду), поставлявся і до Європи з 2005 року. Модифікації для Старого Світу були тільки трьохдверними і комплектувалися трьома моторами: бензиновими 1.2 (56 к.с., 108 Нм) і 1.4 (76 к.с., 124 Нм), а також дизельним 1.4 TDI (71 к.с., 155 Нм). На домашніх ринках продавалися ще й п'ятидверні хетчбеки, а також псевдокросовери CrossFox. У Фоксів для Південної Америки були свої двигуни: бензиновий 1.6 (98 к.с.) і «четвірки» 1.0 (73 к.с.) та 1.6 (103) сімейства Total Flex, що працюють на біоетанолі. Автоматичні коробки передач на Fox не ставили в принципі - тільки п'ятиступеневу «механіку». Fox і раніше випускається в Бразилії та Аргентині. Зараз у Європі його офіційно можна придбати в Португалії і Франції.
При низькій стартовій ціні покупець отримує вкрай скромну базу. Базові моделі постачаються з CD-програвачем та підсилювачем керма. При бажанні отримати електропривод передніх вікон, центральний замок з дистанційним управлінням та бампери іншого кольору, варто перейти до Urban. Кондиціонер повітря є опцією незалежно від комплектації. Про безпеку пасажирів та водія дбають дві передні подушки. За бічні подушки доведеться доплачувати. Подушки завіси та контроль стабільності не доступні взагалі.
З 2014 року Volkswagen Fox випускається в позашляховій модифікації під назвою CrossFox. Модель отримала 1,6-літровий двигун TSI, збільшений кліренс та кузовні накладки в стилі Alltrack.

### Suran
У квітні 2006 року була представлена міні-версія MPV/ універсал Fox. Вона називається Suran в Аргентині, Чилі, Єгипті та Уругваї, SpaceFox у Бразилії,  Еквадорі, Болівії та Перу, SportVan у Мексиці  та Fox Plus в Алжирі. 
Завдяки подовженій хвостовій частині на 360 мм (4165 мм проти 3805 мм) він має більший багажник і більше місця для ніг ззаду, ніж у версії хетчбек. Його головними конкурентами є Peugeot 206 SW і Fiat Palio Weekend.
Початкова версія має таку ж колісну базу 2645 мм (104,1 дюйма), довжину 4165 мм (164,0 дюйма), ширину 1655 мм (65,2 дюйма) і висоту 1545 мм (60,8 дюйма).  Він використовує 1,6-літровий двигун з рівнями вихідної потужності від 98 до 103 к.с. (72 і 76 кВт; 97 і 102 к.с.), залежно від паливної версії (бензин або суміш етанолу та бензину).

У 2010 і 2014 роках він був оновлений, отримавши трохи збільшені розміри: 4180 мм (164,6 дюйма) в довжину, 1660 мм (65,4 дюйма) в ширину і 1576 мм (62,0 дюйма) у висоту. Його виробництво було припинено на початку 2019 року. 

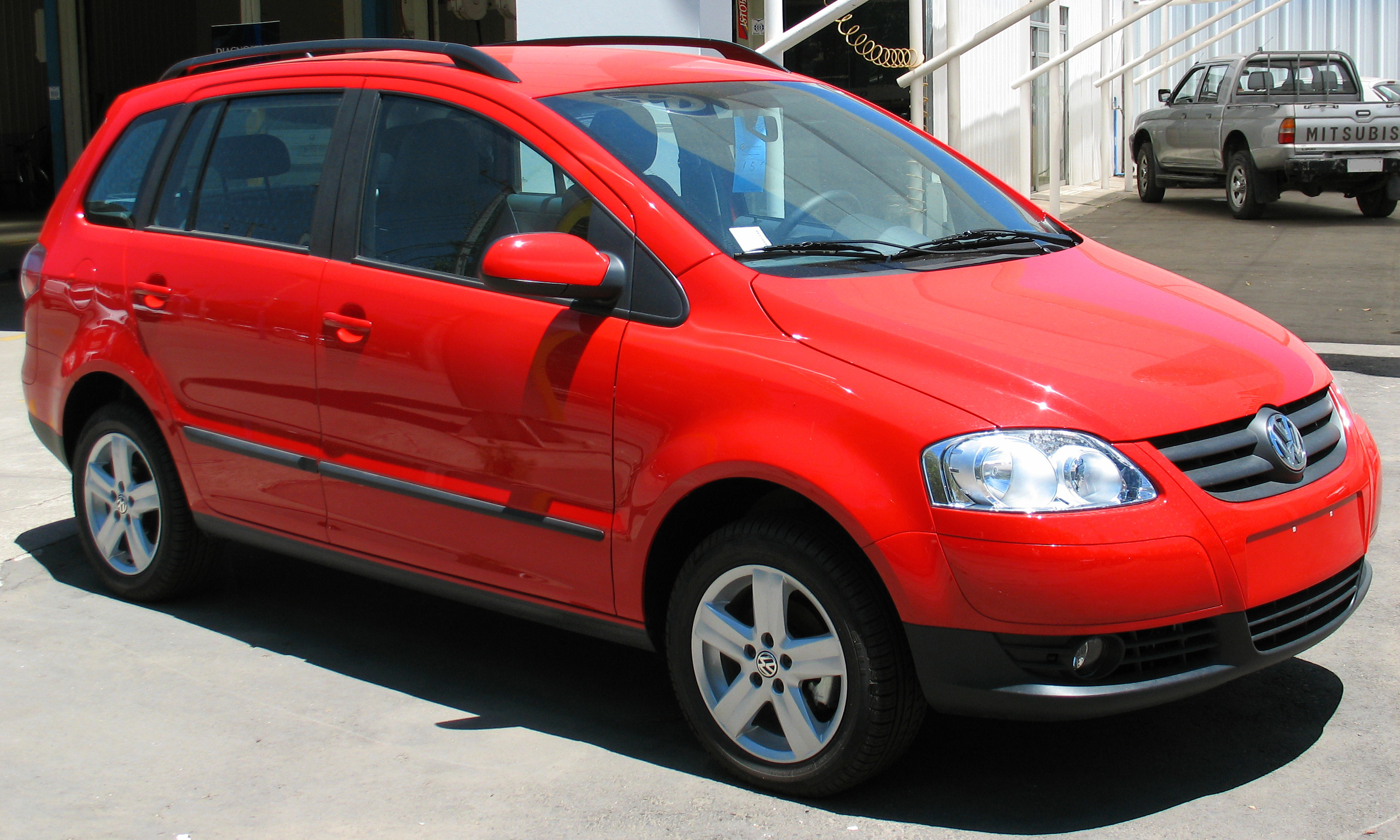
Volkswagen Suran 2006-2010 років
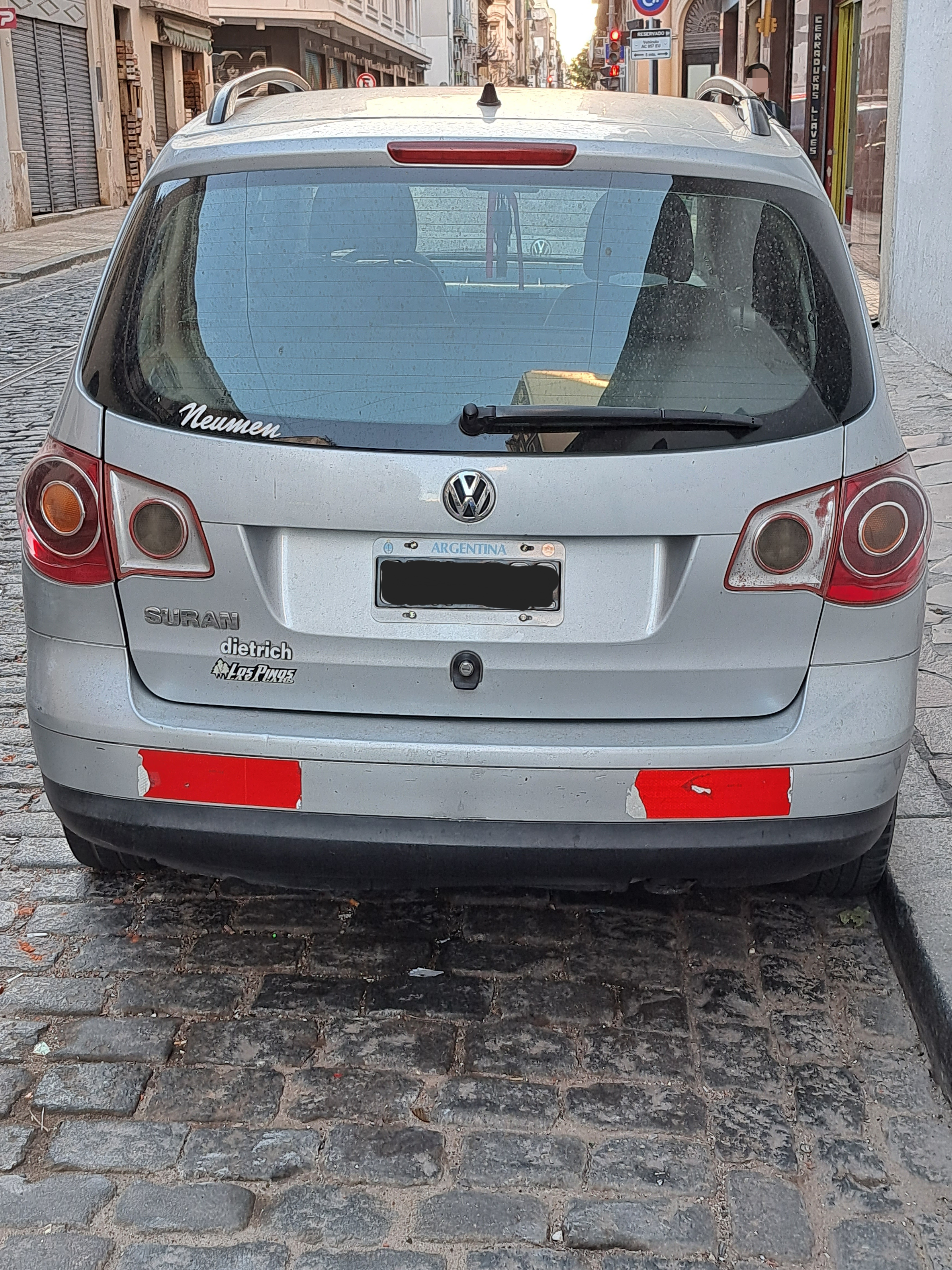
Вид ззаду
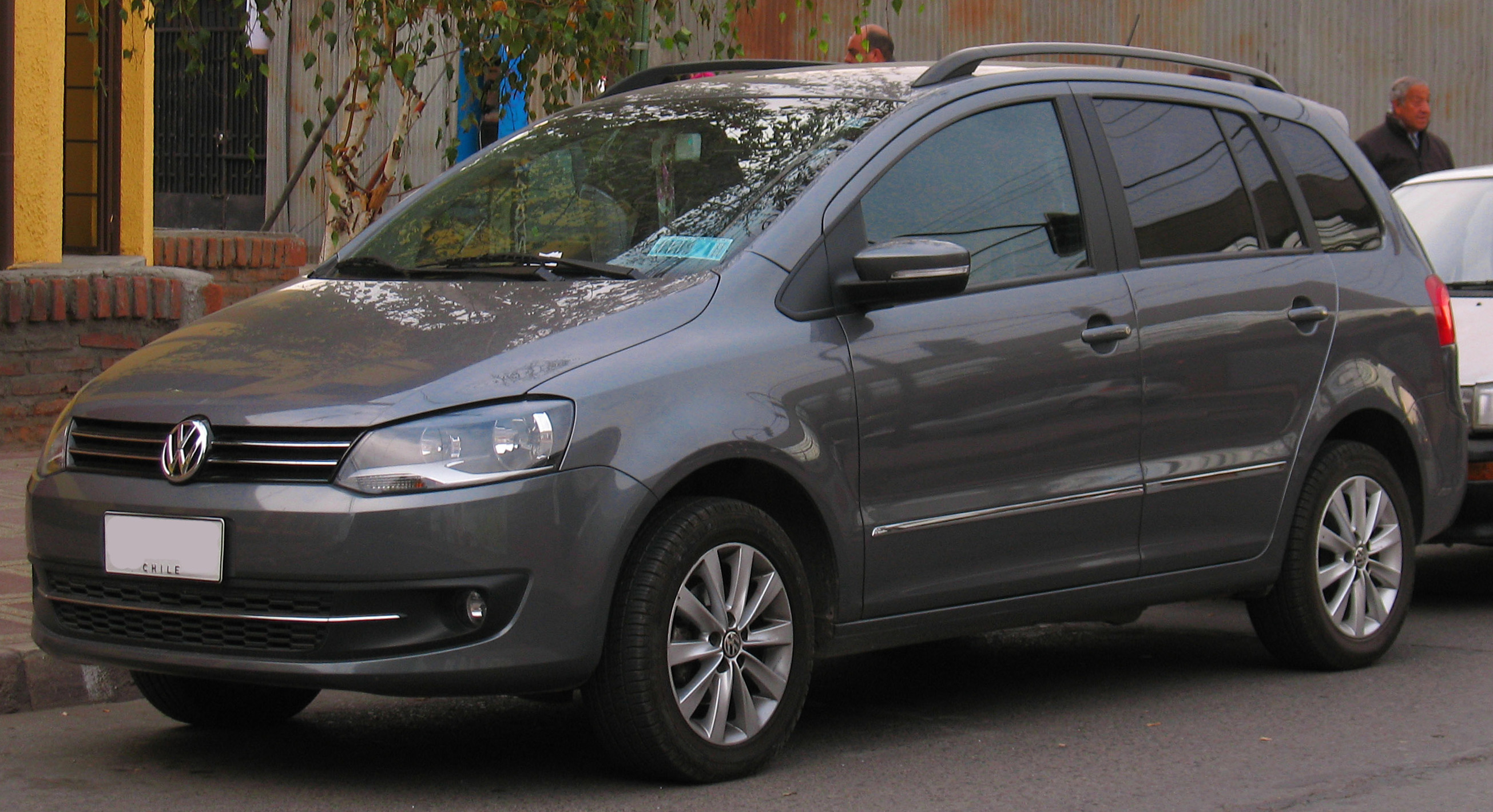
Volkswagen Suran 2010-2014 років
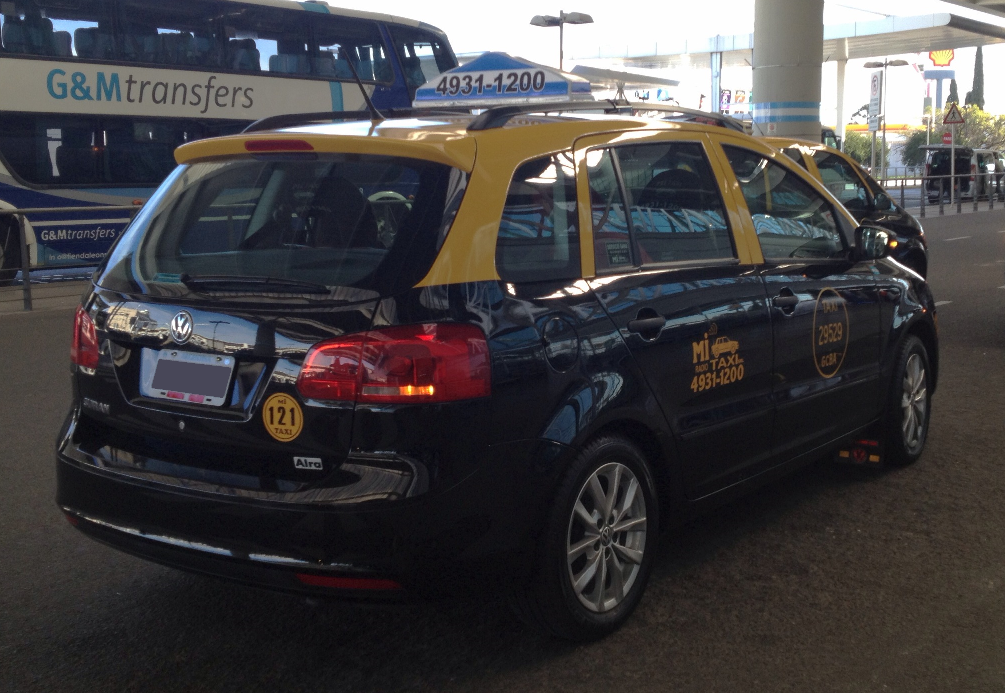
Вид ззаду
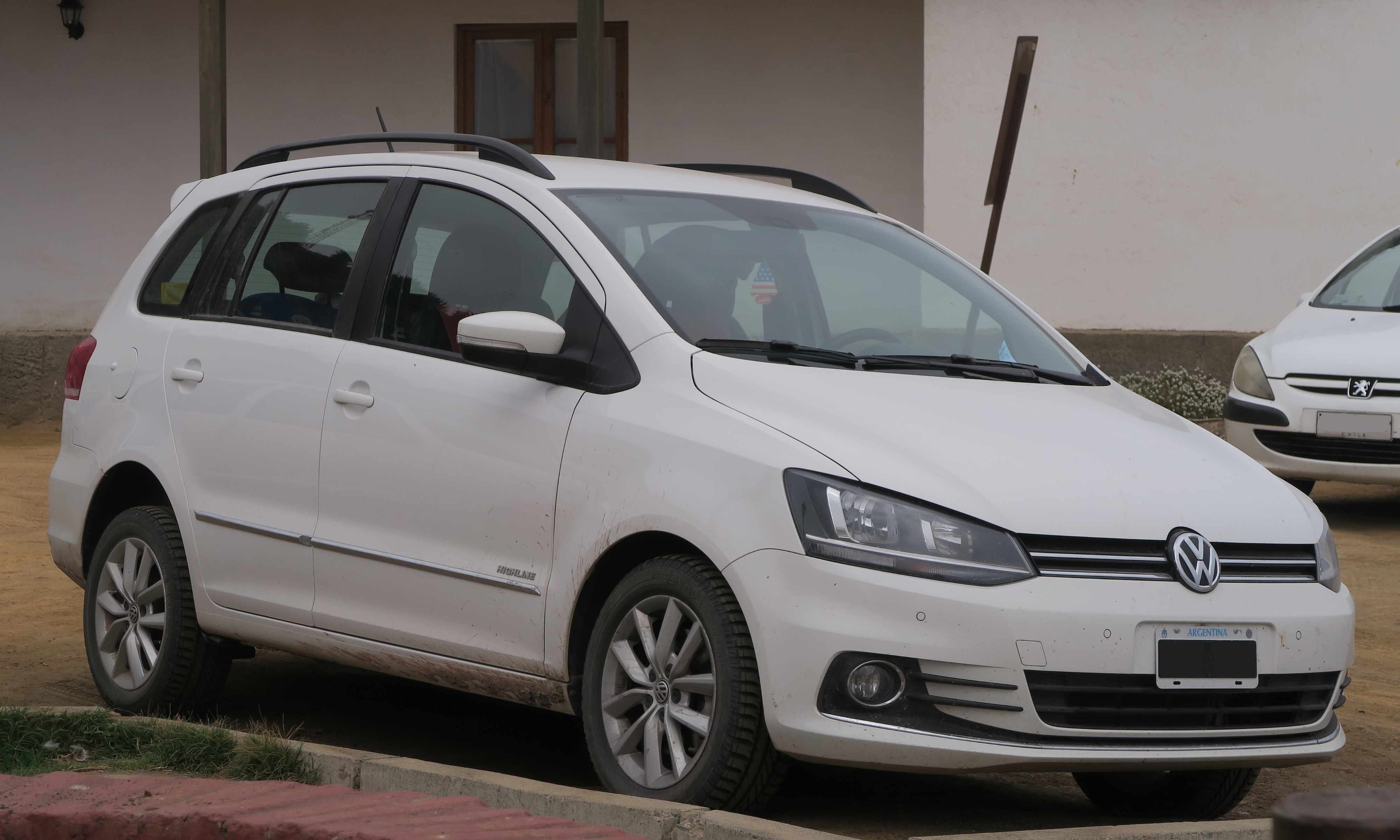
Volkswagen Suran 2014-2019 років

## Двигуни
Бензин
- 1,2 л Р3 56 к.с., 108 Нм
- 1,4 л Р4 76 к.с., 124 Нм
- 1,6 л Р4 98 к.с.

Бензин/етанол
- 1,0 л Total Flex Р4 73 к.с.
- 1,6 л Total Flex Р4 103 к.с.

Дизель
- 1,4 TDI Р3 71 к.с., 155 Нм